# 有馬頼央
有馬 頼央（ありま よりなか、1959年〈昭和34年〉2月3日 - 2025年4月4日）は、日本の神職。東京都出身。旧筑後久留米藩有馬家第17代当主。

## 経歴
旧久留米藩主有馬家第16代当主で、直木三十五賞受賞作家である有馬頼義と千代子（芸者）との間の長男として誕生。。
成蹊中学校・高等学校を経て成蹊大学を卒業後は、旅行会社で勤務していた。33歳の時に東京・日本橋にある有馬家ゆかりの水天宮の当時の宮司の勧めもあり、神職に転身した。神職の資格を取得し、神田明神で修行を積み、2009年からは水天宮で宮司を務めている。
また、奨学団体の一般財団法人有馬育英会の理事長も務めている。
2025年4月4日に死去。66歳没。

## 系譜
- 高祖父：有馬頼咸 - 久留米藩11代藩主。
- 曽祖父：有馬頼萬（1864ｰ1927）- 有馬家14代、伯爵。
  - 妻・寛子：頼寧の母、岩倉具視の五女。
- 祖父：有馬頼寧（1884ｰ1957）- 有馬家15代、農林大臣、日本中央競馬会理事長。
  - 妻・貞子：北白川宮能久親王の第二王女。祖父は伏見宮邦家親王。
- 父：有馬頼義（1918ｰ1980）- 有馬家16代、直木賞作家。
- 長女：有馬里佳 - 水天宮権禰宜[2]。
- 弟：有馬頼英

## 出演

### テレビ番組
- はじめまして!一番遠い親戚さん（2023年8月15日、日本テレビ系列） - 徳川家康の親戚として。